# ブラックバーン H.S.T.10
ブラックバーン H.S.T.10
ブラックバーン H.S.T.10
- 用途：旅客機
- 製造者：ブラックバーン・エアクラフト
- 生産数：1機
- 運用状況：試作のみ

ブラックバーン H.S.T.10（Blackburn H.S.T.10、又はBlackburn B-9）は、イースト・ライディング・オブ・ヨークシャーのブロフにあるブラックバーン・エアクラフト社で1930年代に製造されたイギリスの双発単葉の旅客機である。

## 設計と開発
H.S.T.10は2基のNapier Rapier VIエンジンを装備した片持ち式の低翼単葉機であった。尾輪式の引き込み可能な降着装置を持ち、2名の操縦士と12名の旅客は密閉されたキャビン内に搭乗した。本機に採用されたダンカンサン翼（the Duncanson wing）として知られる単一桁の全金属製の主翼は、前もってブラックバーン シーグレーブ機でテストされていた。試作機にはB-9というテスト用シリアルナンバーが与えられた。本機の開発計画は1937年に放棄され、B-9は教材用の機体としてラフバラー・カレッジに寄付された。

## 要目
出典: Flight
諸元
- 乗員: 2
- 定員: 12
- 全長: 12.8 m （42 ft 0 in）
- 全高: 3.6 m （12 ft 0 in）
- 翼幅: 17.5 m（57 ft 4 in）
- 翼面積: 41 m2 （442 ft2）
- 運用時重量: 8,600 kg （3,904 lb）
- 動力: Napier Rapier VI H型16気筒 空冷エンジン、272 kW （365 hp）   × 2

性能
- 最大速度: 328 km/h  204 mph
- 実用上昇限度: 7,259 m （23,800 ft）